# Cecilia Medina Quiroga

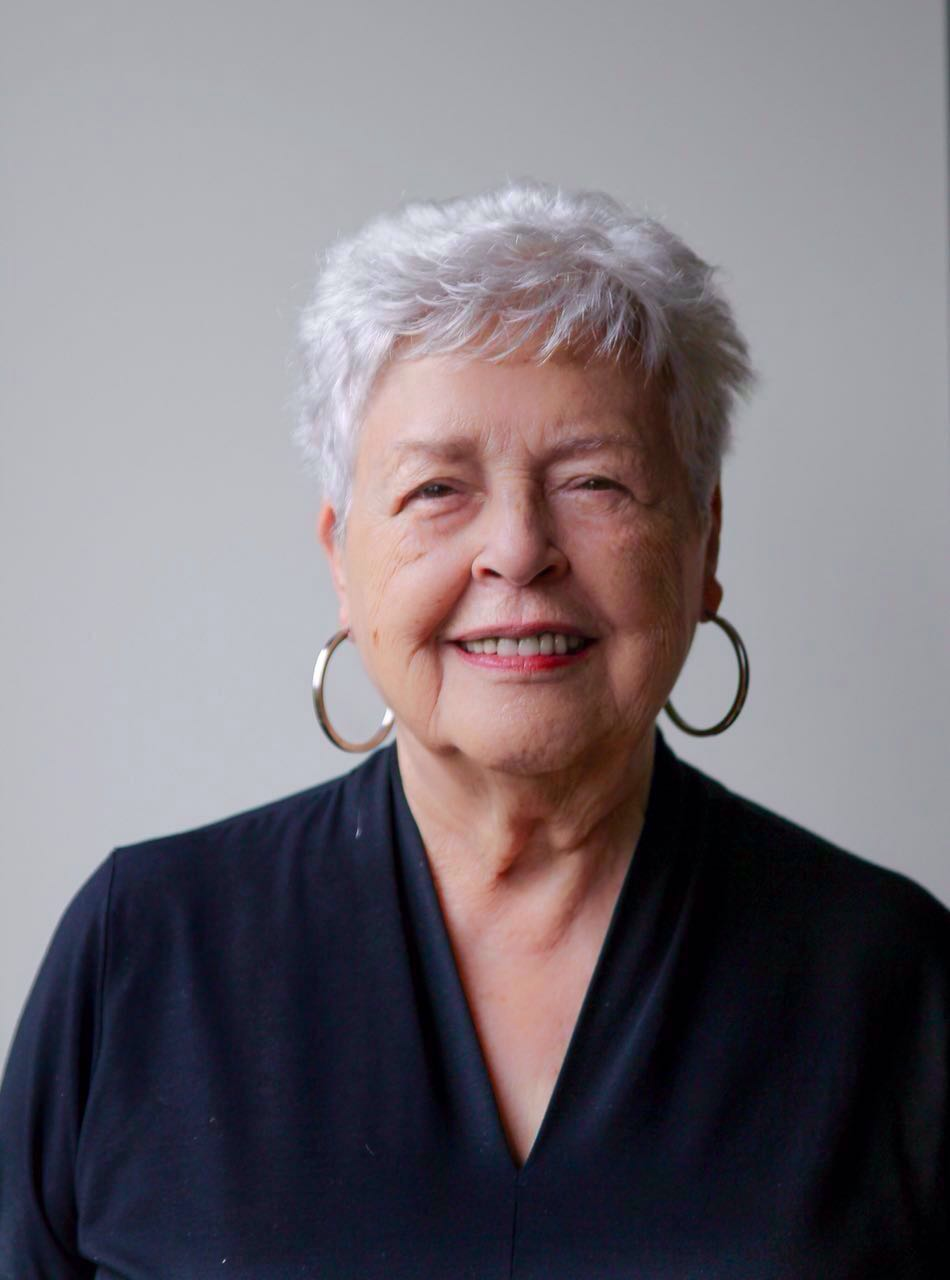
Cecilia Medina Quiroga (2016)

Cecilia Medina Quiroga (* 1935 in Concepción in Chile) ist eine chilenische Menschenrechtlerin. Sie war von 2008 bis 2009 Präsidentin des Interamerikanischen Gerichtshofs für Menschenrechte.